# Курдаттыыр-Юрюйэтэ (река)
Курдаттыыр-Юрюйэтэ — река в Алданском районе Якутии, правый приток Селигдара. Устье находится в 0,9 км по правому берегу Селигдара. Длина реки — 11 км.

## Данные водного реестра
По данным государственного водного реестра России относится к Ленскому бассейновому округу, водохозяйственный участок реки — Алдан от истока до в/п г.Томмот, речной подбассейн реки — Алдан. Речной бассейн реки — Лена.
Код объекта в государственном водном реестре — 18030600112117300003012.